# Lac Roger (Rémigny)
Le lac Roger est un plan d'eau douce de la région administrative de l'Abitibi-Témiscamingue, au Québec, au Canada. Ce lac s'étend dans les municipalités régionales de comté (MRC) suivantes :
- Rouyn-Noranda (partie Nord du lac) ;
- Témiscamingue : municipalités de Rémigny (principale partie du lac) et de Moffet (pointe Sud du lac).

Ce lac fait partie de la partie supérieure du bassin versant de la rivière des Outaouais.
Annuellement, la surface de la rivière est généralement gelée de la mi-novembre à la fin avril, néanmoins, la période de circulation sécuritaire sur la glace est habituellement de la mi-décembre au début d’avril.

## Géographie
Les bassins versants voisins du lac Roger sont :
- côté Nord : lac Basserode, ruisseau Desjardins, rivière Kinojévis ;
- côté Est : rivière Roger, rivière des Outaouais, réservoir Decelles ;
- côté Sud : rivière des Outaouais, lac Simard (Témiscamingue), lac des Quinze ;
- côté Ouest : ruisseau Beaumesnil, lac Barrière, lac Rémigny.

L'embouchure du lac Roger est situé au milieu de la rive Est. Sa décharge coule vers l'est dans la rivière Roger laquelle forme un crochet vers le Nord en son milieu et va se déverser sur la rive Ouest de la rivière des Outaouais.

## Toponymie
Le terme « Roger » constitue un patronyme de famille et un prénom d'origine anglaise.
Le toponyme lac Roger a été officialisé le 5 décembre 1968 à la Banque des noms de lieux de la Commission de toponymie du Québec.